# Stažitelná vakuola

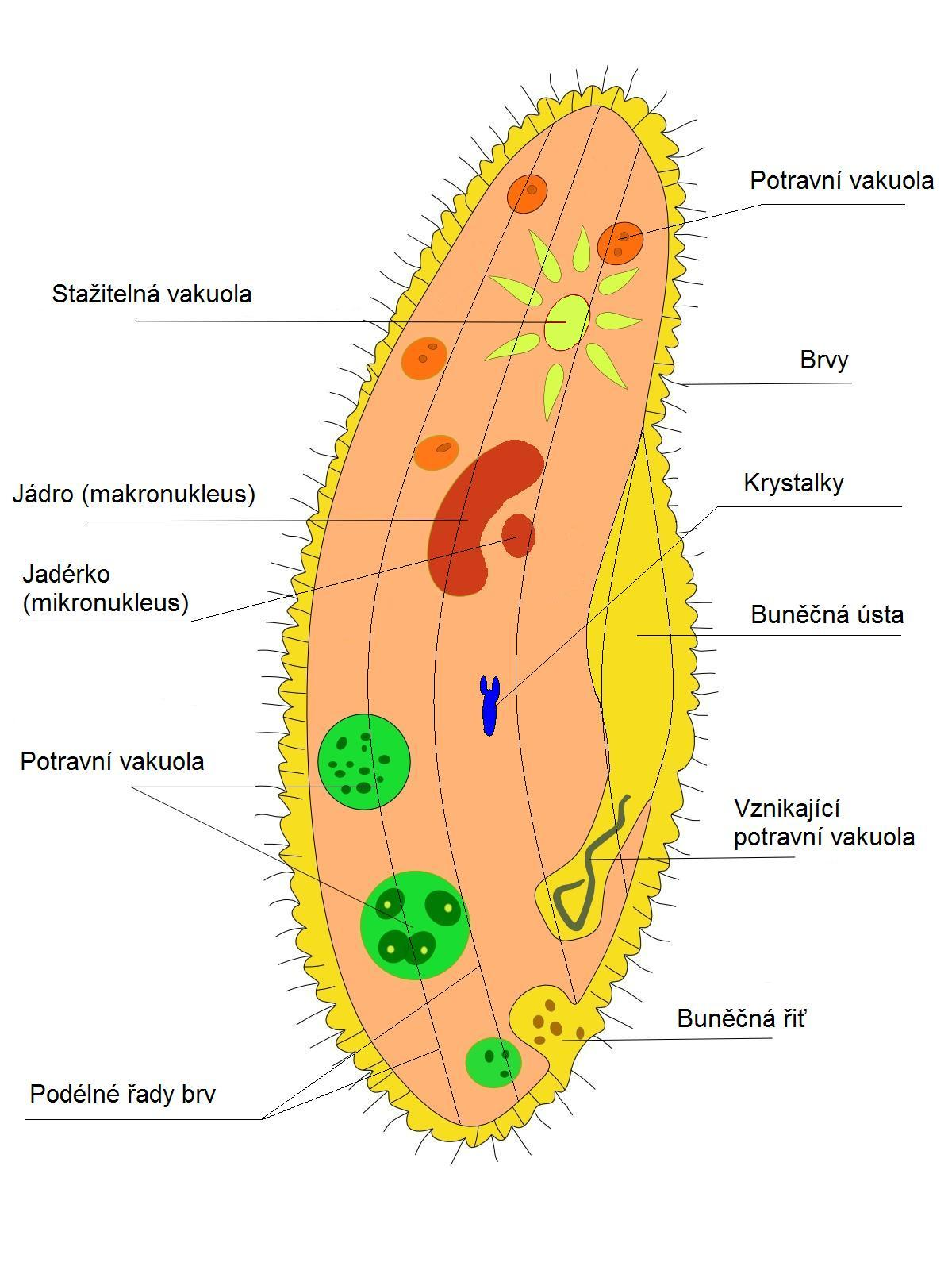
anatomie trepky velké

Stažitelná vakuola (či také kontraktilní nebo pulsující vakuola) je váček resp. vakuola uvnitř buněk některých prvoků, sloužící k vyměšování přebytečné vody, čímž reguluje tlak (⇒ osmoregulační organela). Obvykle je umístěná na periferii buňky a je napojena na okolní cytoplazmatické struktury a mikrofilamenta.
V některých případech vzniká stažitelná vakuola jen dočasně a může na jakémkoliv místě splynout s buněčnou membránou, čímž se voda uvolní ven (tzv. exocytóza). To je případ např. většiny měňavek. U některých prvoků (např. nálevníci) jsou však vytvořeny trvalé vývody, jakési kanálky napojené na stažitelné vakuoly. Důvodem je skutečnost, že tito prvoci mají na svém povrchu kortex, který by bránil přímému splývání kontraktilní vakuoly s cytoplazmatickou membránou.